# 禤国维
禤国维（1937年11月—2024年6月24日），男，广东佛山人，中国中医皮肤病专家，广州中医药大学首席教授、主任医师，第二届国医大师。